# Pediobius fraternus
Pediobius fraternus är en stekelart som först beskrevs av Victor Ivanovitsch Motschulsky 1859.  Pediobius fraternus ingår i släktet Pediobius och familjen finglanssteklar. Inga underarter finns listade i Catalogue of Life.